# Marin Čolak
Marin Čolak (Zágráb, 1984. március 4. –) horvát autóversenyző.

## Pályafutása
Pályafutása kezdetén különböző formulaautós bajnokságokban versenyzett. 2008-ban a SEAT León Eurocup sorozatban vett részt, ahol Oscar Nogués-el pontegyenlőségben az összetett értékelés első helyén zárta az évet. Kettejük között a győzelmek száma döntött, melyben alulmaradt spanyol ellenfelével szemben. A brit versenyen elért eredményének köszönhetően elindulhatott a túraautó-világbajnokság német futamain.
2009-ben a túraautó-világbajnokság hét fordulóján vett részt. Marin ezalatt harmincegy pontot szerzett a független versenyzők értékelésében, melyet végül a hetedik helyen zárt.

## Eredményei

### Túraautó-világbajnokság
Eredmények
| Év   | Csapat                    | Autó               | 1   | 1   | 2   | 2   | 3   | 3   | 4   | 4   | 5   | 5   | 6   | 6   | 7   | 7   | 8   | 8   | 9   | 9   | 10  | 10  | 11  | 11  | 12  | 12  | Poz. | Pont |
| 2008 | SUNRED Racing Development | SEAT León TFSI     | CUR | CUR | PUE | PUE | VAL | VAL | PAU | PAU | BRN | BRN | EST | EST | BRA | BRA | OSC | OSC | IMO | IMO | MON | MON | OKA | OKA | MAC | MAC | -    | 0    |
| ---- | ------------------------- | ------------------ | --- | --- | --- | --- | --- | --- | --- | --- | --- | --- | --- | --- | --- | --- | --- | --- | --- | --- | --- | --- | --- | --- | --- | --- | ---- | ---- |
| 2008 | SUNRED Racing Development | SEAT León TFSI     |     |     |     |     |     |     |     |     |     |     |     |     |     |     | 13  | 17  |     |     |     |     |     |     |     |     | -    | 0    |
| 2009 | Čolak Racing Team Ingra   | SEAT León 2.0 TFSI | CUR | CUR | PUE | PUE | MAR | MAR | PAU | PAU | VAL | VAL | BRN | BRN | POR | POR | BRA | BRA | OSC | OSC | IMO | IMO | OKA | OKA | MAC | MAC | -    | 0    |
| 2009 | Čolak Racing Team Ingra   | SEAT León 2.0 TFSI | 19  | Ni  | Ki  | 22  | 15  | 12  | 19  | 16  | 18  | 18  | Ki  | Ni  |     |     |     |     | 11  | 21  |     |     |     |     |     |     | -    | 0    |